# Gran Premio de Megasaray
El Gran Premio de Megasaray (oficialmente: Grand Prix Megasaray) es una carrera ciclista turca que se celebra en el mes de enero alrededor de Alanya en la provincia de Antalya. La carrera se organizó por primera vez en el año 2022 y forma parte del UCI Europe Tour bajo la categoría 1.2.

## Palmarés
| Año  | Ganador        | Segundo           | Tercero             |
| ---- | -------------- | ----------------- | ------------------- |
| 2022 | Tord Gudmestad | Enrico Zanoncello | Nicolas Dalla Valle |

## Palmarés por países
| País    | Victorias |
| ------- | --------- |
| Noruega | 1         |